# Waterlinieweg
De Waterlinieweg is een, deels ongelijkvloerse, weg in het oosten van de stad Utrecht. De weg dankt zijn naam aan de ligging parallel aan de Lunetten op de Houtense Vlakte, onderdeel van de Nieuwe Hollandse Waterlinie.

## Ligging
De weg loopt van verkeersplein Laagraven bij de A12 naar de Berekuil aan het eind van de Biltstraat en kent twee ongelijkvloerse aansluitingen: Hoograven/Lunetten en Stadion, en kent naast de aansluiting met de Berekuil nog twee kruispunten: bij het begin van de A28 en bij de wijk Rijnsweerd (Pythagoraslaan). Halverwege overbrugt de Waterlinieweg de spoorlijnen Utrecht - 's-Hertogenbosch, Utrecht - Arnhem en de sneltram Utrecht Centraal - Utrecht Science Park.

## Achtergrond
De Waterlinieweg is oorspronkelijk in 1942 aangelegd onder de naam Rijksweg 22, later gewijzigd in Rijksweg 222. Het zuidelijke deel van de weg, tussen Rijksweg 12 en het stadion, werd aangelegd als autosnelweg, het noordelijke deel lag op maaiveldhoogte met gelijkvloerse kruisingen. Rond 1964 werd de kruising met de Prins Hendriklaan vervangen door een viaduct. Een gevolg hiervan was dat het Rietveld Schröderhuis, dat pal langs het tracé staat, volledig ingesloten werd door de verhoogde weg enerzijds en de bestaande bebouwing anderzijds. Dit was zeer tegen de zin van architect Gerrit Rietveld, die opperde dat het huis nu maar beter afgebroken kon worden.
Rijksweg 222 had oorspronkelijk in noordelijke richting doorgetrokken moeten worden naar Hilversum. Begin jaren 1980 is overwogen de weg onderdeel te laten worden van de nieuwe Rijksweg 27 als alternatief voor het tracé door landgoed Amelisweerd. Later werd besloten de Rijksweg 27 verder naar het oosten aan te leggen, zodat deze ruimer om de stad heen ging. Door de openstelling van deze A27 heeft de Waterlinieweg zijn functie binnen het landelijk wegennet verloren.

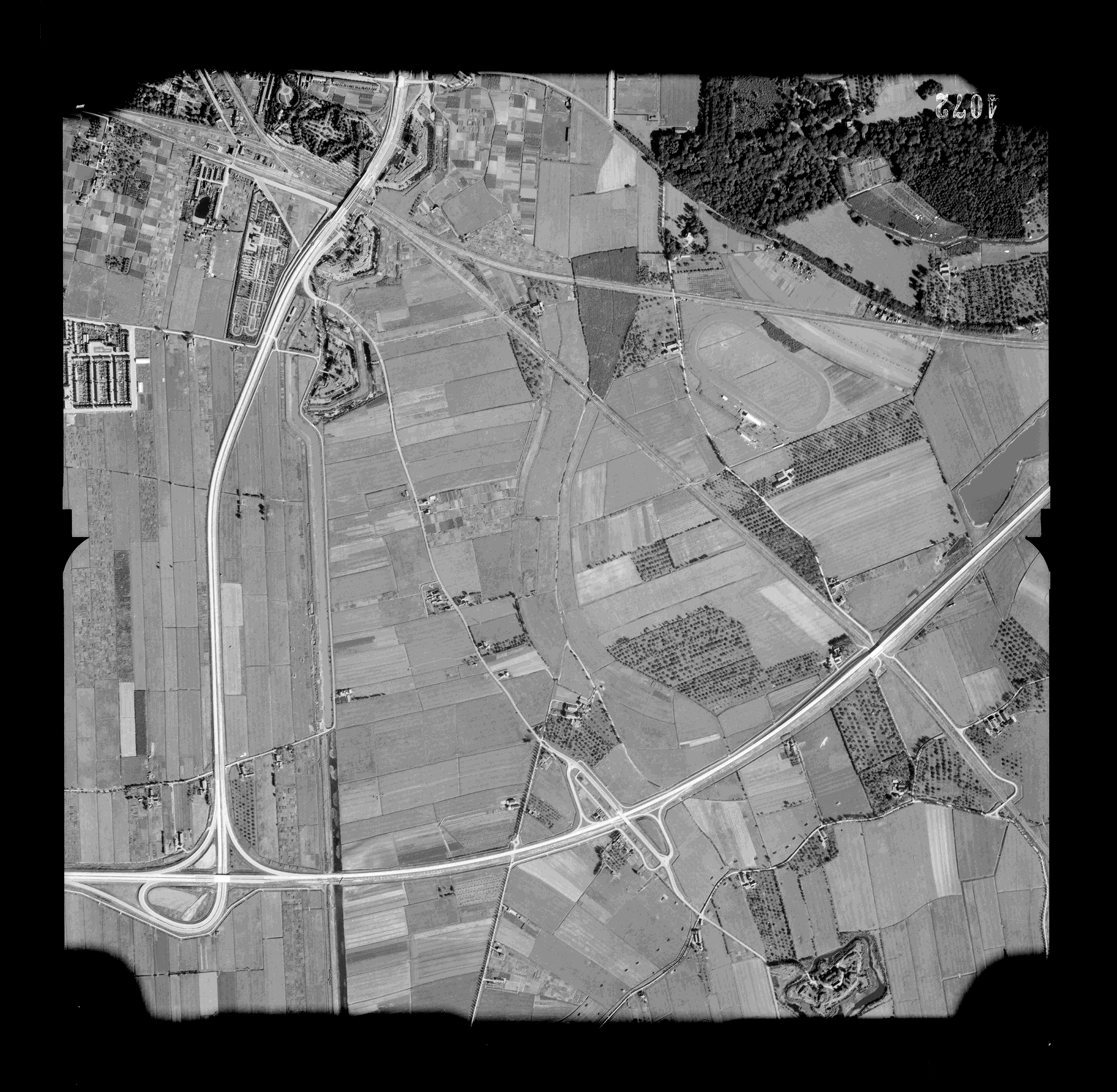
Waterlinieweg - luchtfoto,1944

## Status
De Waterlinieweg werd later een gemeentelijke weg en heeft zijn rijkswegnummer verloren. De weg maakt deel uit van de stadsring van Utrecht, de maximumsnelheid is verlaagd naar 70 km/u. In 2017 is de weg aangepast; de geleiderail is op de meeste plaatsen vervangen door betonnen randen en de vluchtstroken zijn busstroken geworden. De gemeente Utrecht heeft de status van autoweg ingetrokken.